# Manolis Kalomiris
Manolis Kalomiris, Μανώλης Καλομοίρης (Esmirna, 14 de diciembre de 1883– Atenas, 2 de abril de 1962), fue un compositor griego nacido en Esmirna; asistió a la escuela en Estambul y estudió piano y composición en Viena. Después de trabajar unos años como profesor de piano en Járkov (entonces en Rusia, ahora en Ucrania) se instaló en Atenas. 
Fue un ferviente admirador de Richard Wagner, Rimski-Kórsakov, Kostis Palamas, y Nikos Kazantzakis, se puso como meta el establecer una Escuela Nacional de música, basado en las ideas de los compositores nacionales rusos, en logros musicales occidentales y en la música y poesía griega moderna. De esta manera, fundó en 1919 el Conservatorio Helénico y en 1926 el Conservatorio Nacional. 
Kalomiris escribió tres sinfonías y cinco óperas, un concierto para piano y otro para violín; posee otros trabajos sinfónicos que incluyen música de cámara y numerosas canciones y composiciones para piano. 
Ocupó varios puestos públicos y fue elegido miembro de la Academia de Atenas. 
Fue un apasionado compositor, tuvo un estilo post romántico caracterizado por una rica armonía y orquestación, un contrapunto complejo y el uso frecuente de ritmos tradicionales griegos. La preocupación por el amor y la muerte trasciende en toda su obra.